# Svenska klassiker
Svenska klassiker är en bokserie utgiven av Svenska Akademien i samarbete med Bokförlaget Atlantis.
Serien började ges ut 1995 och utökas fortlöpande; hittills har ett knappt trettiotal verk utkommit.
Svenska klassiker utgivna av Svenska Akademien syftar till att klassiska svenska författares verk hålls tillgängliga i tillförlitliga utgåvor. Varje verk är försett med en inledningstext författad av en ledamot av Akademien.()
Flertalet av de hittills utgivna volymerna kan kostnadsfritt laddas hem som pdf-filer.
()

## Hittills utkomna böcker
| Författare                    | Titel                                                | Utgivningsår | Läs mer och ladda hem |
| ----------------------------- | ---------------------------------------------------- | ------------ | --- |
| Per Daniel Amadeus Atterbom   | Minnen från Tyskland och Italien I-II                | 2002         | https://web.archive.org/web/20100104192157/http://www.svenskaakademien.se/web/b835d098-e5a9-49f1-a352-670f1b92a130.aspx   |
| Victoria Benedictsson         | Ord på liv och död I–II. Kortprosa, dramatik, dagbok | 2008         | https://web.archive.org/web/20100104192212/http://www.svenskaakademien.se/web/ee467dbd-1e34-4e46-80f6-ed94833d2892_1.aspx |
| Bo Bergman                    | Vårfrost. Poesi och prosa 1903–1967                  | 2005         | https://web.archive.org/web/20100104191930/http://www.svenskaakademien.se/web/cc9bc159-4b0a-4321-a04e-da8f8972e3c7.aspx   |
| Hjalmar Bergman               | En döds memoarer                                     | 1995         | https://web.archive.org/web/20100104191725/http://www.svenskaakademien.se/web/f2bcae14-118a-42e8-aba9-6c5ad3e0dee5.aspx   |
| Heliga Birgitta               | Uppenbarelser                                        | 2003         | https://web.archive.org/web/20100104192202/http://www.svenskaakademien.se/web/dfd072f4-7c0d-4b1a-98ab-8e732f2ccfe9.aspx   |
| Fredrika Bremer               | Livet i gamla världen. Palestina                     | 1995         | https://web.archive.org/web/20100308092448/http://www.svenskaakademien.se/web/9423de7a-f278-43aa-9f13-e48ef877c610.aspx   |
| Gustav Philip Creutz          | Dikter och brev                                      | 2010         | https://web.archive.org/web/20110415142647/http://www.svenskaakademien.se/web/Gustav_Philip_Creutz_Dikter_och_brev.aspx   |
|                               | Den gamla psalmboken                                 | 2001         | https://web.archive.org/web/20090923124932/http://www.svenskaakademien.se/web/Den_gamla_psalmboken.aspx                   |
| Johan Ekeblad                 | Breven till Claes                                    | 2004         | https://web.archive.org/web/20100124125131/http://www.svenskaakademien.se/web/ab415e33-b747-4abf-90f3-cdedfb697ef6.aspx   |
| Vilhelm Ekelund               | Samlade dikter I-II                                  | 2004         | https://web.archive.org/web/20100104192140/http://www.svenskaakademien.se/web/52084ff1-8b0c-4560-b8e3-115ef7c6567c.aspx   |
| Erik Gustaf Geijer            | Dikter                                               | 1999         | https://web.archive.org/web/20100105095219/http://www.svenskaakademien.se/web/f23c001e-f44c-4205-bebb-4f9212c7a09c.aspx   |
| Lars Göransson                | Sälla jaktmarker                                     | 1999         | https://web.archive.org/web/20091205094953/http://www.svenskaakademien.se/web/a1b09152-6cf5-4a71-b618-849433626076.aspx   |
| Per Hallström                 | En skälmroman / Döda fallet                          | 2001         | https://web.archive.org/web/20100104193403/http://www.svenskaakademien.se/web/df0e842c-9210-4e10-8cc5-d6a83931e67a.aspx   |
| Ola Hansson                   | Lyrik och essäer                                     | 1997         | https://web.archive.org/web/20100106115022/http://www.svenskaakademien.se/web/eea58f54-7248-42f6-9ece-e572dd2cbd53.aspx   |
| Tor Hedberg                   | Judas / Gerhard Grim                                 | 2002         | https://web.archive.org/web/20100104192901/http://www.svenskaakademien.se/web/62d16568-5927-41ad-b988-113da45d8ede.aspx   |
| Verner von Heidenstam         | Hans Alienus                                         | 1995         | https://web.archive.org/web/20090925160333/http://www.svenskaakademien.se/web/1cc6e00e-8430-48e6-a7ee-2b6e2a9cb842.aspx   |
| Eyvind Johnson                | Herr Clerk Vår Mästare                               | 1998         | https://web.archive.org/web/20100104191707/http://www.svenskaakademien.se/web/d094331a-c4c4-4a04-bdaa-d4a8cfe63882.aspx   |
| Johan Henric Kellgren         | Skrifter I-II                                        | 1995         | https://web.archive.org/web/20100104193334/http://www.svenskaakademien.se/web/bf3eb85f-0863-40d6-a84a-ce316f4f7879.aspx   |
| Drottning Kristina            | Brev och skrifter                                    | 2006         | https://web.archive.org/web/20100124124331/http://www.svenskaakademien.se/web/4bbe87c7-d46e-4f54-82ca-32dff2d4289f.aspx   |
| Oscar Levertin                | Kritisk prosa                                        | 2007         | https://web.archive.org/web/20100104192906/http://www.svenskaakademien.se/web/bb797de3-32e6-4f3e-827a-c95c97202900.aspx   |
| Sven Lidman                   | Stensborg                                            | 1995         | https://web.archive.org/web/20100104191920/http://www.svenskaakademien.se/web/6a887c8c-0953-4645-adfd-684efcc189dd.aspx   |
| Clas Livijn                   | Spader Dame                                          | 1997         | https://web.archive.org/web/20100104193114/http://www.svenskaakademien.se/web/0345cec7-31a6-4a18-8712-24dfb46b47bf.aspx   |
| Hedvig Charlotta Nordenflycht | Skrifter                                             | 1996         | https://web.archive.org/web/20100104193329/http://www.svenskaakademien.se/web/a99b834f-ff5d-479d-b113-db1a8de2845a.aspx   |
| Gösta Oswald                  | Skrifter I-II                                        | 2000         | https://web.archive.org/web/20100104191936/http://www.svenskaakademien.se/web/dd78175d-d65b-48f7-88cd-63773a57fd37.aspx   |
| Johan Ludvig Runeberg         | Dikter                                               | 1998         | https://web.archive.org/web/20081010125928/http://www.svenskaakademien.se/web/616eeb6d-fc91-4de6-94b2-d154c0d0cc37.aspx   |
| Viktor Rydberg                | Dikter                                               | 1996         | https://web.archive.org/web/20100104192353/http://www.svenskaakademien.se/web/4b1ec7ce-ac68-4fc0-b6f9-24983d0649c2.aspx   |
| Thomas Thorild                | Att följa ögonblicken. Texter i urval                | 2000         | https://web.archive.org/web/20100104192207/http://www.svenskaakademien.se/web/ee467dbd-1e34-4e46-80f6-ed94833d2892.aspx   |
| Adolph Törneros               | Resebrev                                             | 2009         | https://web.archive.org/web/20100818113052/http://www.svenskaakademien.se/web/ee467dbd-1e34-4e46-80f6-ed94833d2892_2.aspx |
| Elin Wägner                   | Pennskaftet                                          | 2003         | https://web.archive.org/web/20100105094402/http://www.svenskaakademien.se/web/d8402aa6-a047-43e8-84ec-755bdd8ed9fe.aspx   |